# Аарон Ґольдберґ
Аарон Ґольдберґ (англ. Aaron Goldberg; 4 листопада 1917 – 13 грудня 2014) був американським ботаніком і паразитологом. Він помер у грудні 2014 року в лікарні Святого Хреста в Сілвер-Спрінґ, штат Меріленд, у віці 97 років.

## Кар'єра
Він отримав ступінь бакалавра в 1939 році в Бруклінському коледжі, ступінь магістра в 1954 році в Університеті Де Поля та ступінь доктора філософії в Університеті Джорджа Вашингтона в 1962 році. Він працював паразитологом у Міністерстві сільського господарства США до 1972 року. Відтак він працював науковим співробітником у галузі ботаніки в Національному музеї природничої історії (Смітсонівський інститут) у Вашингтоні, округ Колумбія. Член Ботанічного товариства Америки.

## Досягнення
Він найбільш відомий завдяки системі Ґольдберґа, трактату про класифікацію, еволюцію та філогенію однодольних та дводольних рослин.

## Твори
- Aaron Goldberg (1967). "The genus Melochia L. (Sterculiaceae)". Contributions from the United States National Herbarium, Vol. 34, pt. 5.
- Aaron Goldberg (1986). Classification, Evolution and Phylogeny of the Families of Dicotyledons (PDF). Smithsonian Contributions to Botany. 58: 1—314.[недоступне посилання з 01.06.2017]
- Aaron Goldberg (1989). Classification, Evolution and Phylogeny of the Families of Monocotyledons (PDF). Smithsonian Contributions to Botany. 71: 1—73.[недоступне посилання з 01.06.2017]
- Aaron Goldberg (2003). Character Variation in Angiosperm Families (PDF). Contributions from the United States National Herbarium. 47: 1—185.
- Aaron Goldberg and Harry A. Alden (2005). Taxonomy of Haptanthus Goldberg & C. Nelson, Systematic Botany, 30(4): pp. 773–778
- Aaron Goldberg. "Genus Melochia (Sterculiaceae)", Flora North America  in press